# Batch
Un fitxer batch (o bat) és un arxiu de processament per lots: es tracta de fitxers de text sense format, desats normalment amb l'extensió *.bat (també com a *.cmd o *.btm) que contenen un conjunt d'ordres DOS. Quan s'executa aquest fitxer bat, les ordres contingudes són executades en grup, de forma seqüencial, permetent automatitzar diverses feines.
Qualsevol ordre DOS pot ser utilitzada en un fitxer batch.

## Exemple
Un exemple d'un fitxer batch simple:
```
rem echo off evita que es mostrin les comandes pel dispositiu de sortida
@echo off
rem echo. escriu una línia en blanc
echo.
echo Hola món, premeu qualsevol tecla per iniciar UnPrograma.exe!
pause 
>
 nul
rem El primer argument enviat a l'arxiu batch pot referenciar-se amb "%1"
UnPrograma.exe %1
if errorlevel 1 goto error
echo.
echo UnPrograma ha acabat el que fos que fes.
goto end
:error
echo.
echo Alguna cosa ha fallat a UnPrograma.
:end
```